# Église Saint-Gilles d'Argenton-les-Vallées
L'église Saint-Gilles est une église catholique située à Argenton-les-Vallées (aujourd'hui intégrée à Argentonnay), en France.

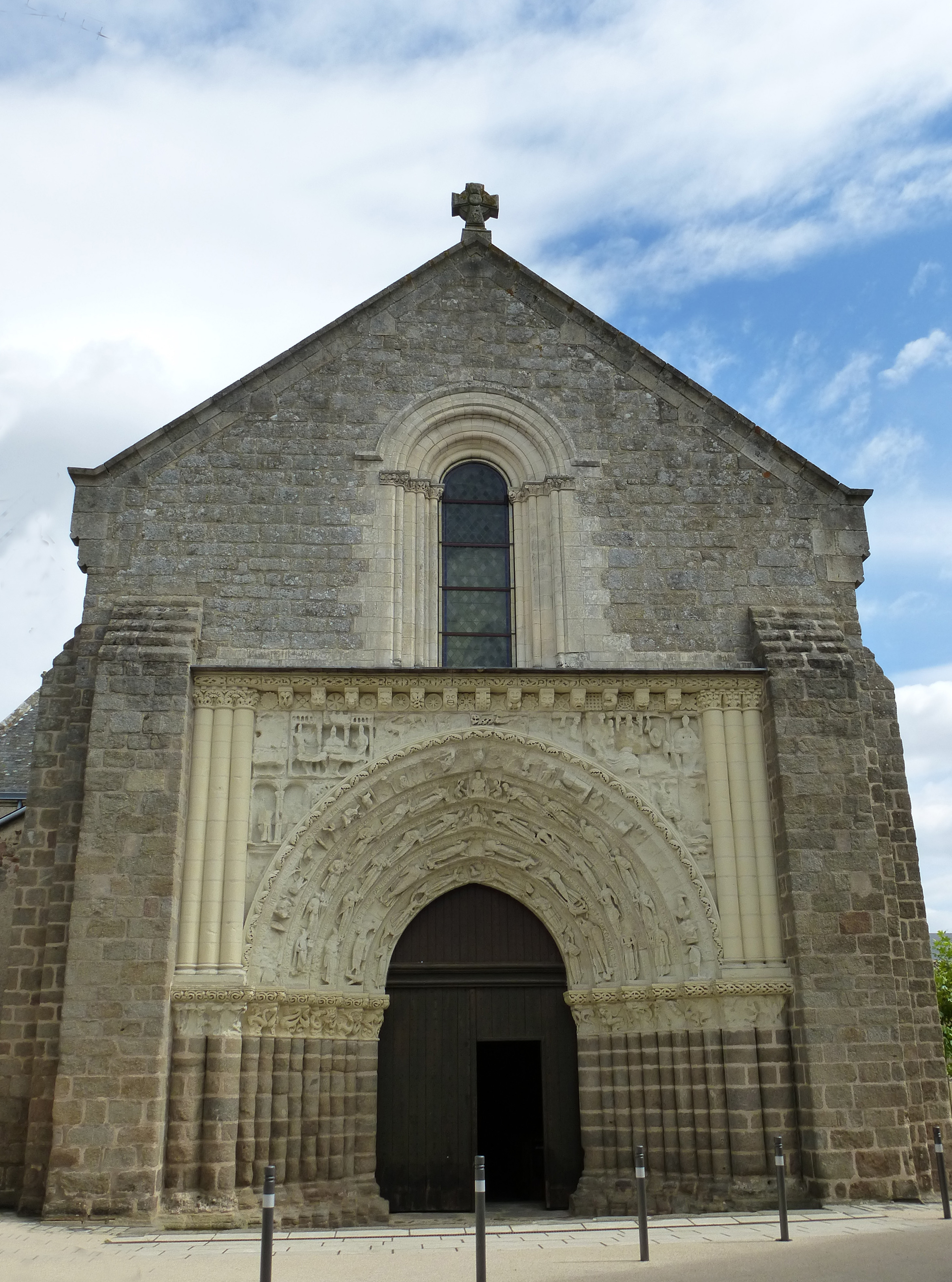
Portail de l'église

## Localisation
L'église est située dans le département français des Deux-Sèvres, est situé dans l'ancienne commune d'Argenton-Château, sur la commune d'Argenton-les-Vallées.

## Histoire
L'histoire de l'église commence par un acte daté du 28 février 1069 par lequel Geoffroy de Blois, seigneur d'Argenton, et son épouse Pétronille d'Argenton, donnent à l'abbé de Bourgueil l'église Saint-Gilles et de la chapelle castrale Saint-Georges. Ce don est confirmé par Isembert II, évêque de Poitiers, qui en avait permis la construction un plus tôt, et le vicomte de Thouars, Aymeri IV. L'église Saint-Gilles a été un peu plus tard l'enjeu d'un long procès opposant les moines de Bougueil et ceux de l'abbaye Saint-Jouin de Marnes qui possédaient la paroisse de Boesse dont dépendait le château d'Argenton, donc les deux églises. Le procès commencé en 1080 s'est terminé en 1100 en faveur de l'abbaye Saint-Jouin de Marnes. Ce résultat est probablement obtenu grâce à Raoul de la Fustaie, moine de Saint-Jouin de Marnes, disciple de Robert d'Arbrissel, qui a œuvré pour faire de l'église Saint-Gilles un prieuré.
Il reste peu d'éléments de cette première église : des morceaux de mur du chœur encadrant la fenêtre et le mur est du bras sud du transept. La façade occidentale a été reconstruite au milieu du XIIe siècle. Il se peut que des travaux aient aussi porté sur la nef car le dossier des restaurations de 1896-1898 indique qu'il y avait des voûtes angevines.
L'église a subi des ravages au cours de la guerre de Cent Ans. 
Philippe de Commynes passé au service de Louis XI en 1472, s'est marié avec Hélène de Chambes, dame d'Argenton, le 27 janvier 1473. Il est seigneur d'Argenton de 1473 jusqu'à sa mort, en 1511. Il fait reprendre la croisée sous le clocher comme le montrent les écussons sculptés à ses armes.
Des travaux entrepris entre 1528 et 1531 augmentent la superficie de l'église : le sanctuaire roman est transformé en un chœur à chevet plat et l'absidiole nord est remplacée par une grande chapelle à chevet plat. Un accord passé le 20 mars 1531 entre la fabrique de l'église et habitants d'Argenton permet la construction d'une chapelle placée sous le vocable de Notre-Dame de Pitié au nord de la deuxième travée par Hardouin le Bascle. Dans la seconde moitié du XVIe siècle, le bras nord du transept est repris pour créer un vaisseau de quatre travées.
Pendant les guerres de Religion, Claude de Châtillon habite au château d'Argenton. Le 19 septembre 1568 il est agressé par le chef protestant Dandellot qui l'a rançonné et pillé le château. Le château est repris aux protestants par le duc de Nevers à la tête de l'armée royale, en novembre 1588. Les ligueurs se sont emparés du château en octobre 1589 qui est repris par le prince de Conti, sur ordre d'Henri IV, en mars 1591. L'église est restaurée par la famille de Châtillon. 
La guerre de Vendée a été particulièrement destructrice pour l'église. L'église est pillée et incendiée. L'historien Gustave Michaud a écrit : La flèche en bois fut incendiée, les voûtes s'effondrèrent. Lorsque le culte fut enfin rétabli, la vieille église n'offrait plus aux regards, au milieu de ses murs demeurés intacts qu'un amas de terre et de décombres. Seules les voûtes de la chapelle latérale nord, du transept et du collatéral nord sont encore en place. 
La voûte de la croisée est étayée en 1817 et rétablie en 1819. La charpente et la couverture du chœur sont refaites en 1825-1827. Ce n'est qu'en 1896-1897 que les voûtes de la nef et du chœur sont reconstruites en uniformisant les travées de la nef avec celles du collatéral. Les travées sont alors barlongues couvertes avec des voûtes octopartites. Pour permettre la réalisation de ce voûtement, les murs gouttereaux sont surhaussés et la charpente est refaite.
L'église a été restaurée entre 1996 et 2000 sous la direction de François Jeanneau, architecte en chef des monuments historiques.

## Protection
Le portail de l'église est classé au titre des monuments historiques en 1907.

## Portail occidental

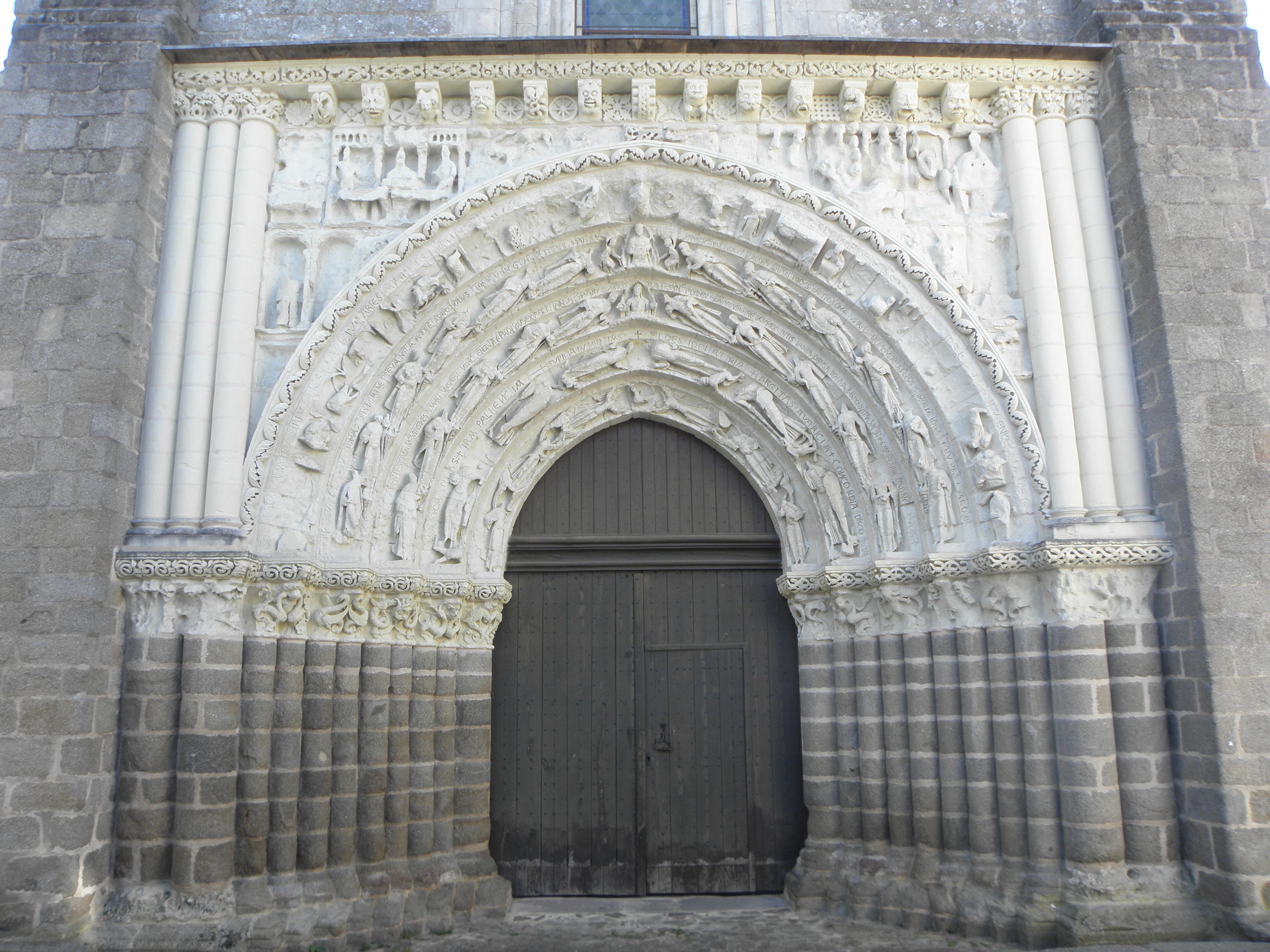
Portail occidental roman.

Argenton-Château est situé à l'extrémité sud du Massif armoricain. Le sous-sol est granitique. Le maître d'œuvre a construit une façade en pierre de taille en granite en intégrant un portail en tuffeau rivalisant avec les plus beaux construits dans le Poitou et en Saintonge. Les carrières de tuffeau les plus proches se trouvent à une vingtaine de kilomètres d'Argenton.
Le portail s'inscrit dans un cadre rectangulaire entre les contreforts de la façade avec un soubassement de colonnettes en granit. De part et d'autre des voussures, les trois colonnettes en granit sont surmontées de colonnes et tuffeau jusqu'au niveau de la corniche à modillons en partie supérieure. Dans ce cadre a été sculptée une frise sculptée interrompue par les voussures de la porte. Le portail est dépourvu de tympan comme la plupart des portails poitevins. Les figures sculptées sont rampantes dans le sens des voussures apparentant le portail à ceux de Notre-Dame-de-la-Couldre de Parthenay, d'Aulnay-de-Saintonge, de Civray, de Fenioux et de Chadenac.
L'arc de la porte est composé de cinq voussures en arc brisé occupées par des figurines sculptées soulignées d'archivoltes décorées de feuilles d'acanthe. Ces sculptures sont accompagnées d'inscriptions.
La lecture du portail doit se lire de la voussure extérieure vers l'intérieur. Les thèmes sculptés sur ce portail se retrouvent sur le portail occidental de l'église Saint-Pierre d'Aulnay.
1. Sur la première voussure (extérieure) sont représentés les travaux des mois alternant avec les signes du zodiaque. Les sculptures de cette voussure sont les plus abimées mais on peut reconstituer les sujets représentés grâce aux inscriptions :
GEVNARIVS ACARIVS FEBORARIVS PICES MARCIVS ARIES APRILIS TAVRVS MADIVS GEM[INIS IVNIVS CANCER LEO IVLIVS] VI[R]GO [AVG]VSTVS LIBRA SETEMBER SCORPIO OCTOBER SAGITARIVS NOVENBER CAPRICORNV[S] DECEMBER (janvier, Verseau, février, Poissons, mars, Bélier, avril, Taureau, mai, Gémeaux, juin, Cancer, Lion, Juillet, Vierge, août, Balance, septembre, Scorpion, octobre, Sagittaire, novembre, Capricorne, décembre)
2. Sur la deuxième voussure sont représentés les apôtres entourant le Christ, de gauche à droite :
IACOBUS APOSTVLVS ET : TOMAS APOSTVLVS : MATHEVS EVANG[E]L[IST]A : ANDREAS APOSTOLVS IOHANNES EVANG[E]L[IST]A : P[E]TRVS APOSTVLVS + PAVLVS APOSTVLVS : IACOBVS APOSTVLVS :BARTHOLOMEVS APOSTVLVS : PHILIPPVS APOSTVLVS ; SIMON ZELOTES : ET IVDAS : IACOBVS (André, Thomas, Matthieu, André, Jean, Pierre et Paul de part et d'autre du Christ, Jacques, Barthélemy, Philippe, Simon le zélote, Jude frère de Jacques)
3. Sur la troisième voussure est représentée la parabole des Vierges folles et des Vierges sages rapportée par l'évangile de Matthieu (chap.XXV, verset 1-13) de part et d'autre du Christ-époux, les cinq Vierges sages à sa droite avec leurs lampes allumées attendant l'arrivée de l'Époux et, à sa gauche, cinq Vierges folles dont les lampes sont éteintes, avec l'inscription lisible de gauche à droite :
[ISTE SVNT] PRVDENTES QVINQUE VIRGINES ADVENTVM SPONSI CVM ACCENSIS LAMPADIBUS EXPECTANTES + VENIENTIS + ISTE SVNT QVINQVE FATVE VIRGINES CVM EX[T]INTIS : LANPADIBVS AD IANVAM SPONSI PULSANTES QVIBUS IPSE DIXIT NE[SC]IO VOS :(Voici les cinq vierges sages avec leurs lampes allumées, attendant l'arrivée de l'Époux qui vient ; voici les cinq vierges folles avec leurs lampes éteintes, frappant à la porte de l'Époux qui leur dit “je ne vous connais pas”)
4. Sur la quatrième voussure est représenté le combat les vices et les vertus, de gauche à droite[5] :
LIBIDO CASTITAS + IRA PACIENCIA  + SVPERBIA + HVMILITAS + FIDES : IDOLATRIA + LARGITAS AVARICIA + CONCORDIA : DISCORDIA (luxure et charité, colère contre patience, orgueil contre humilité, foi opposé à l'idolâtrie, largesse contre avarice, concorde contre discorde)
5. Sur la cinquième voussure (intérieure) sont sculptés six anges tenant des coupes ou des phylactères et à la clé l'Agneau de Dieu, sans inscription.

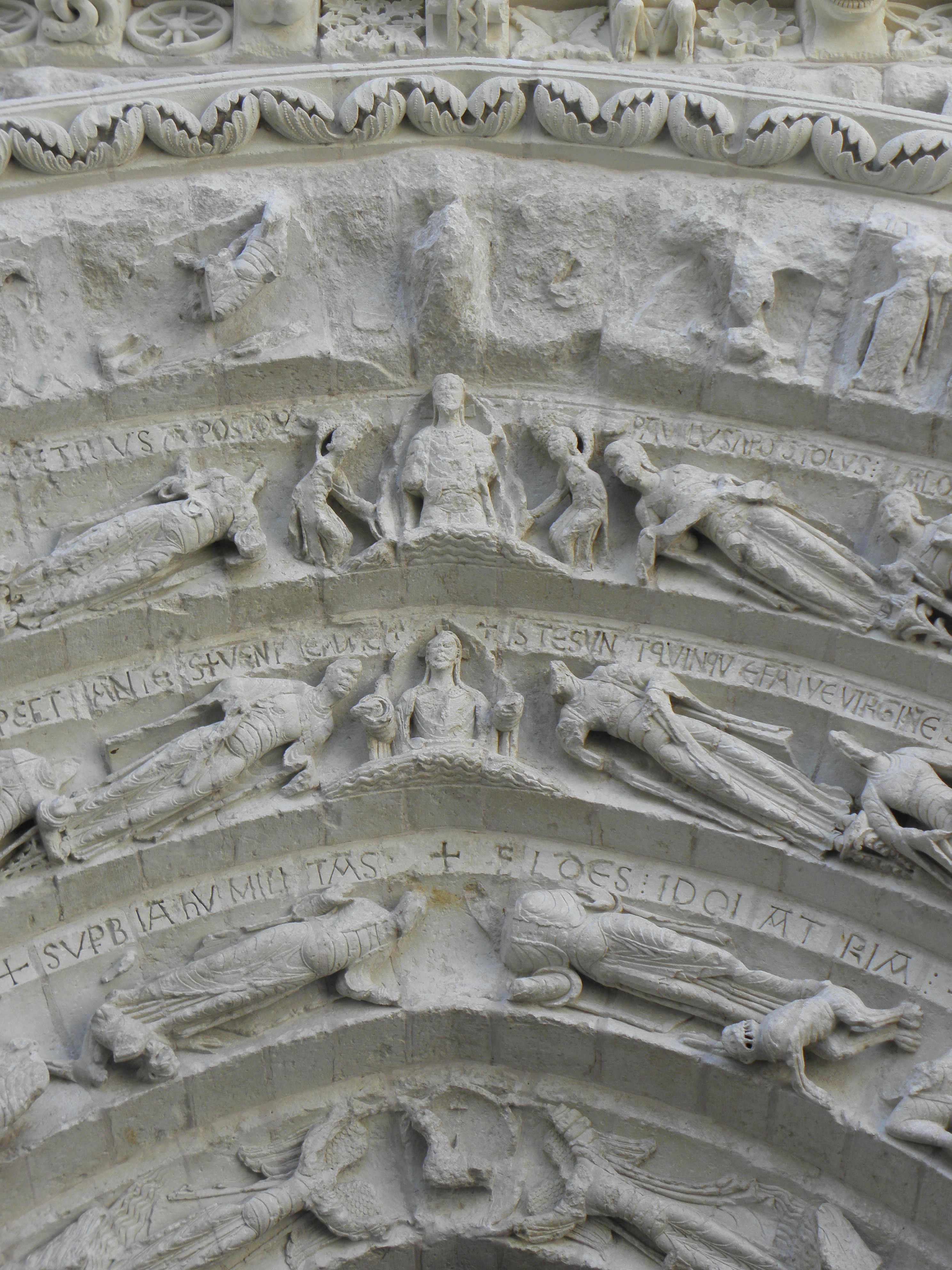
La partie centrale des cinq voussures.
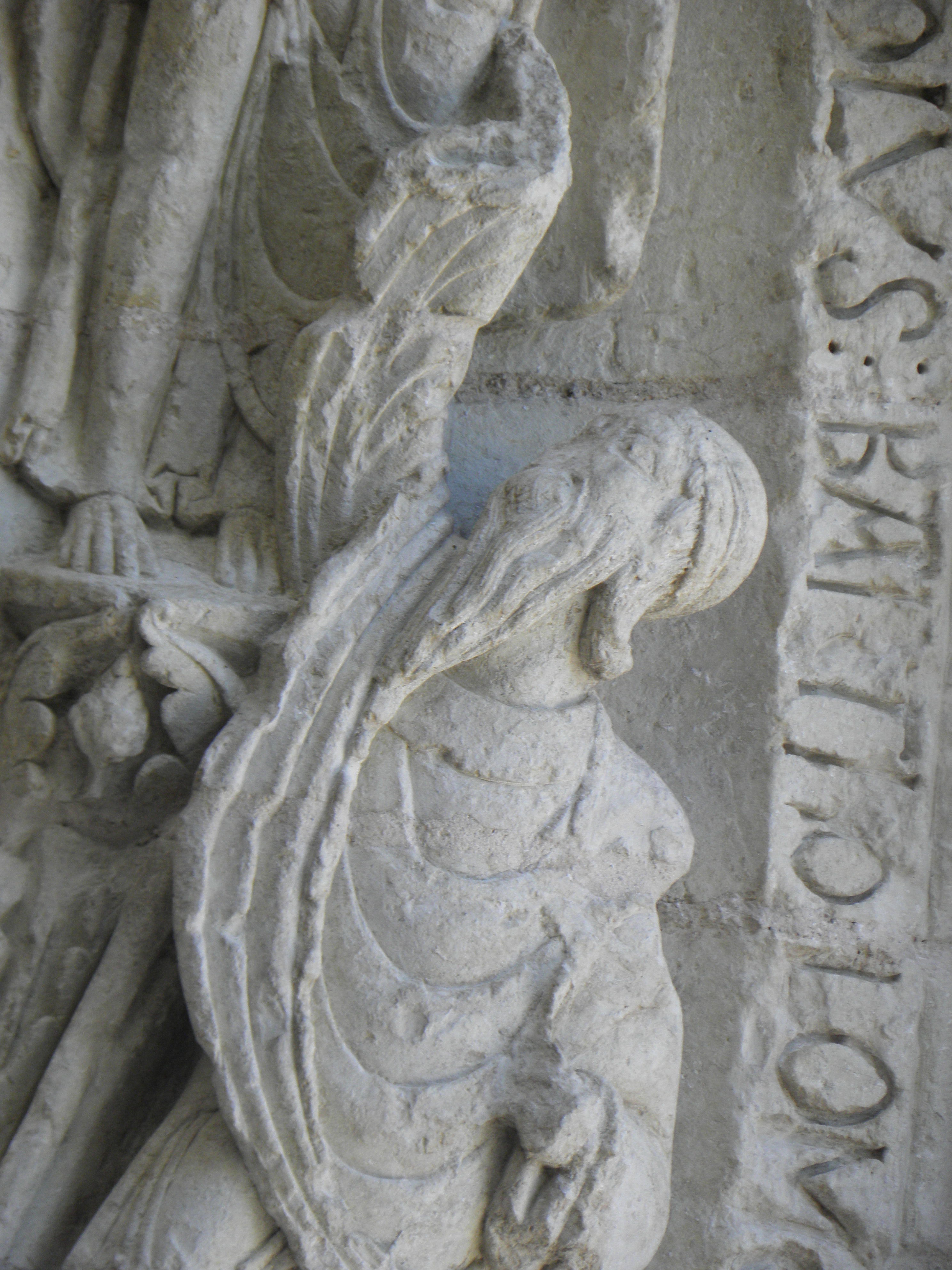
2e voussure : BARTHOLOMEVS.
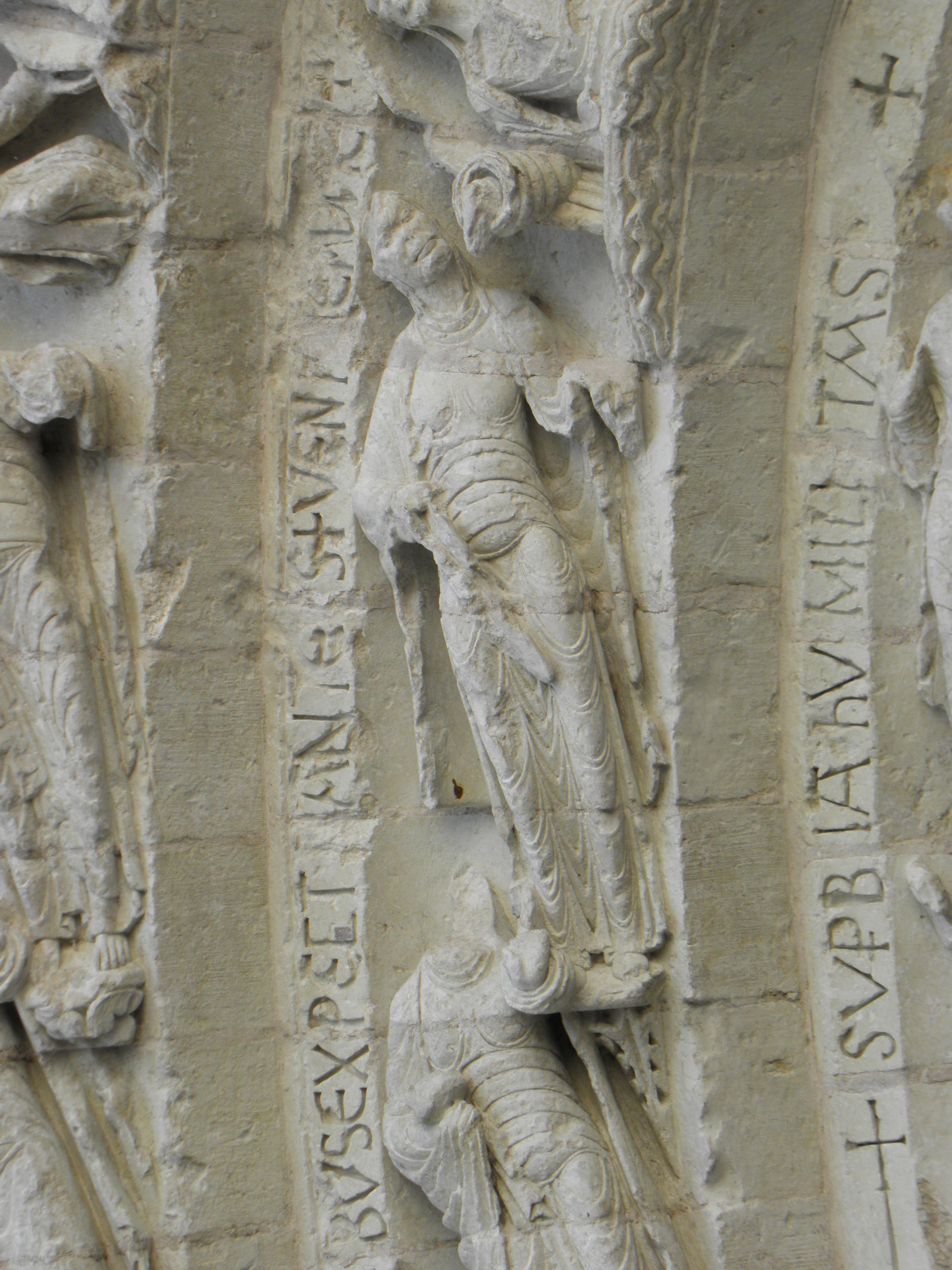
3e voussure : BUS EXPECTANTES + VENIEN.
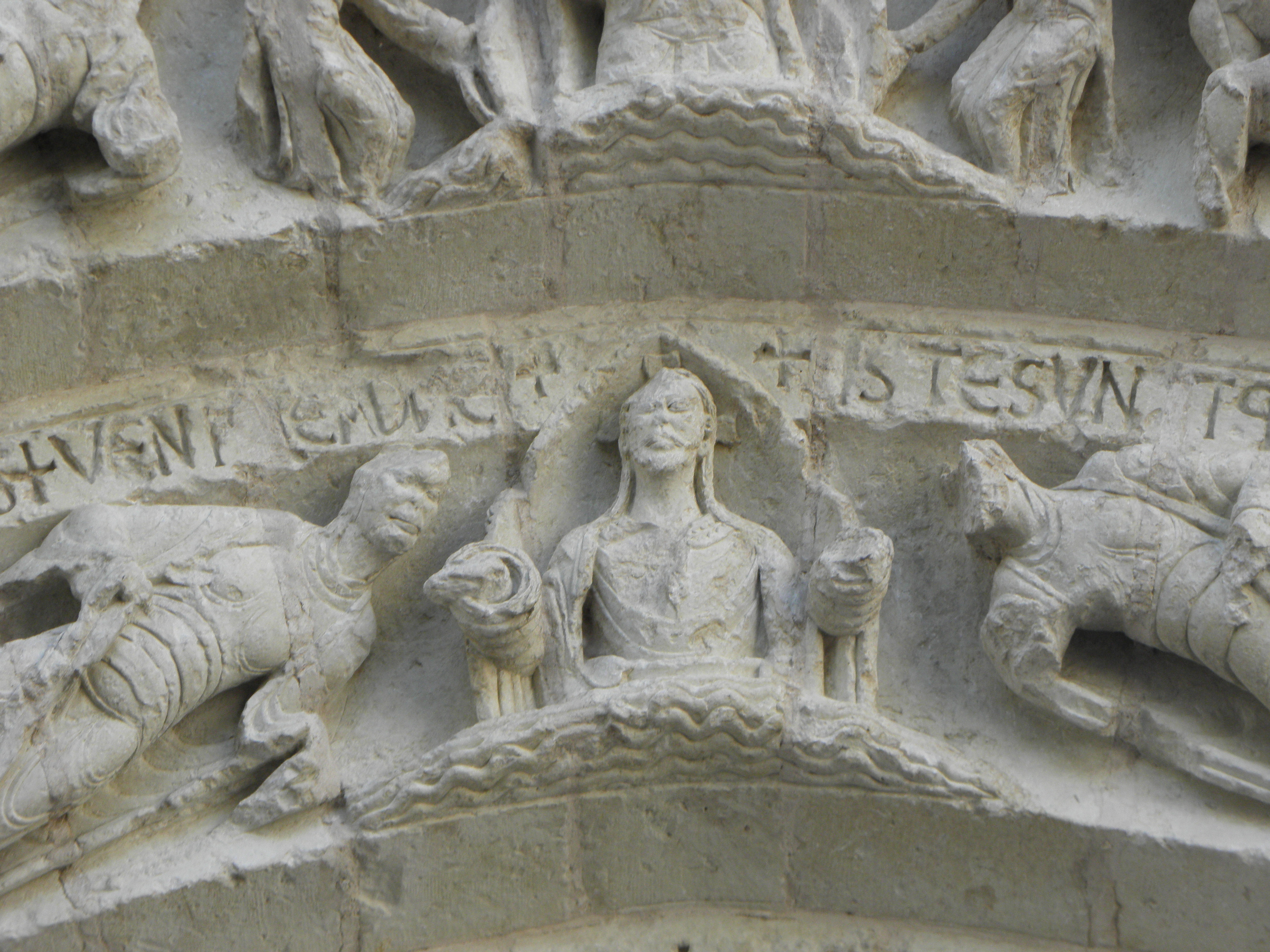
3e voussure : le Christ-époux.
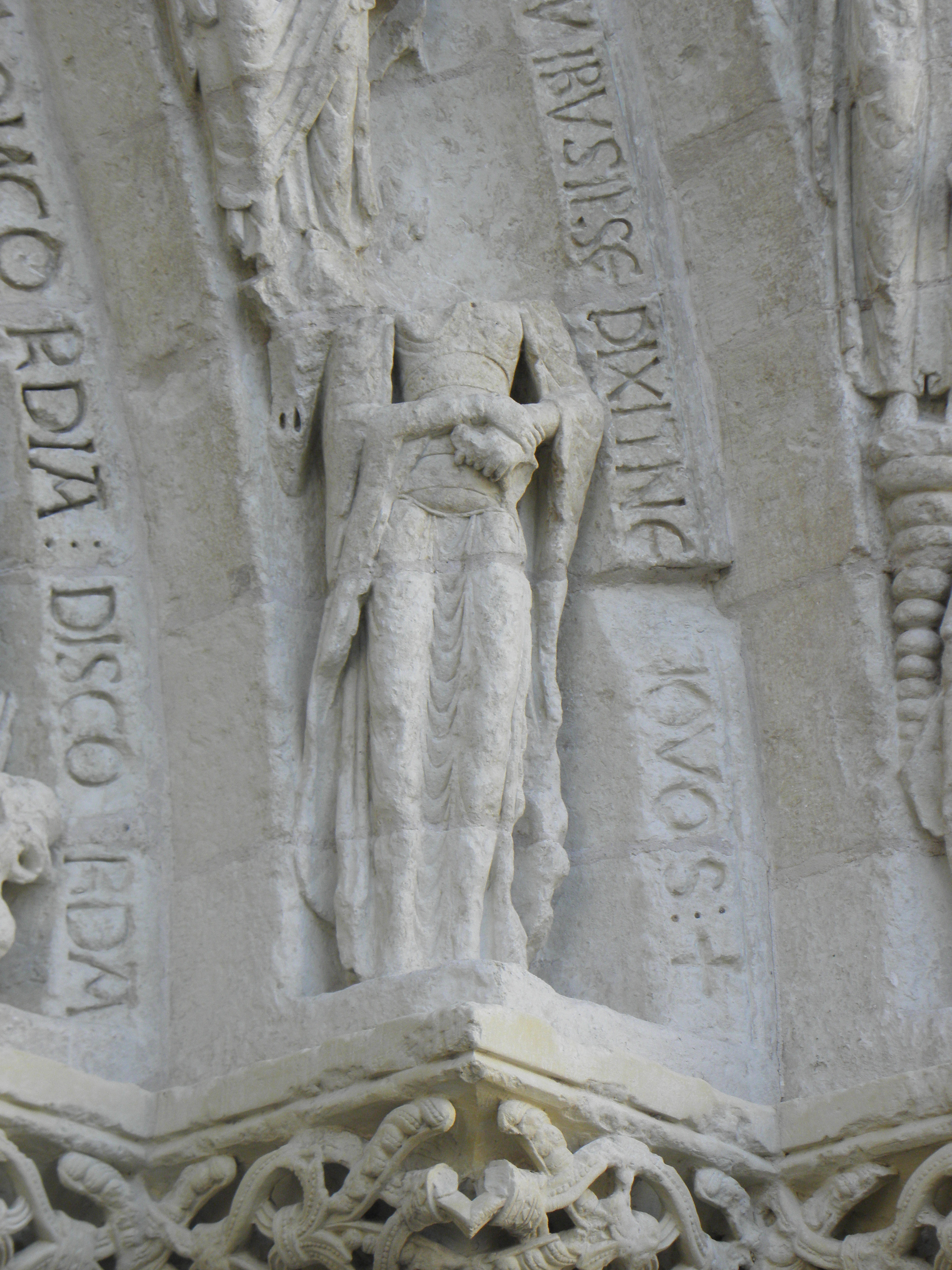
3e voussure : Vierge sage.
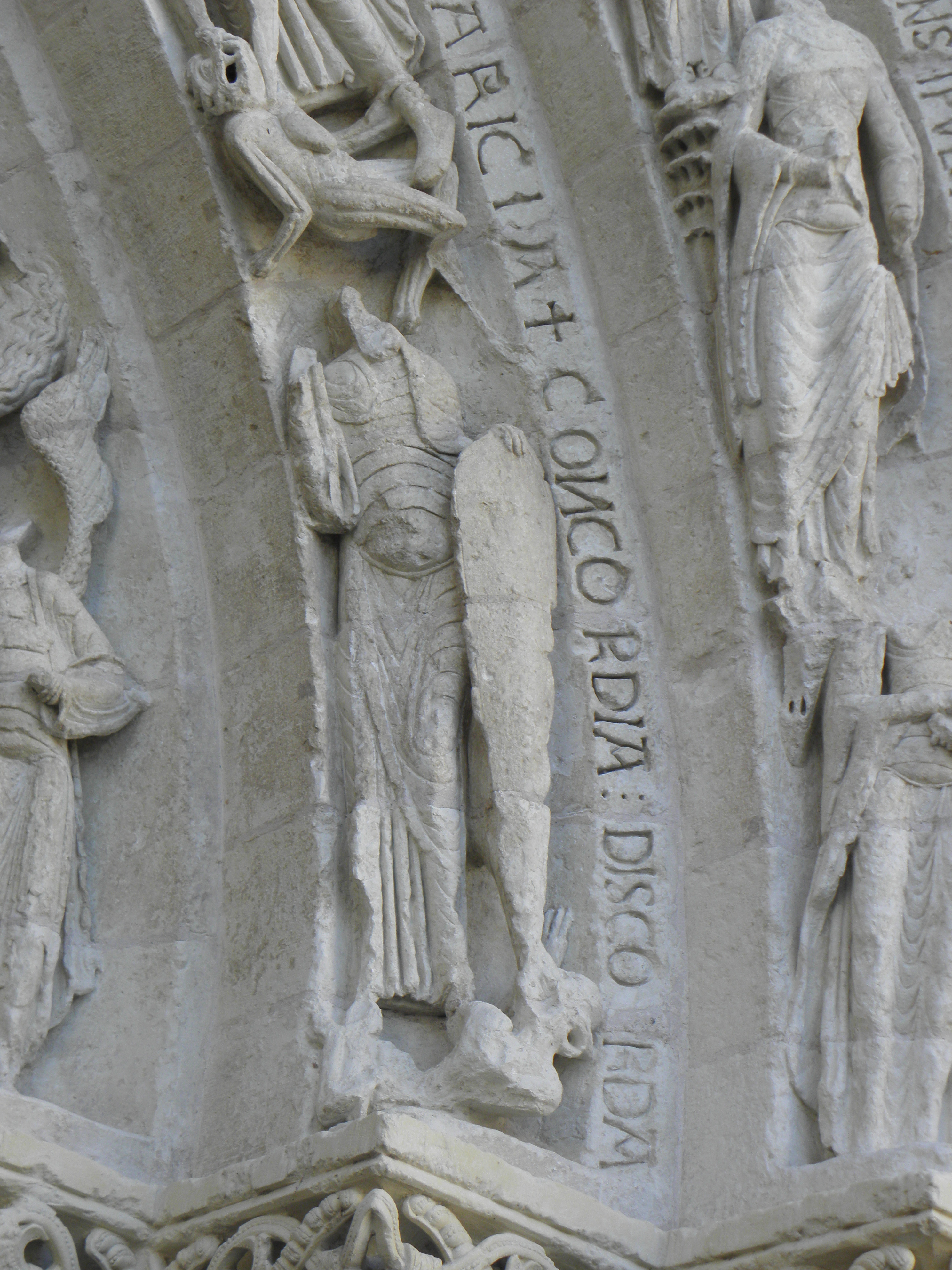
4e voussure : CONCORDIA DISCORDIA.

Les frises se trouvant de part et d'autre des voussures sont très abîmées. Deux sujets sont identifiables :
à gauche, la parabole du pauvre Lazare et du mauvais riche (Luc, chap. XVI, ver. 19-31),
à droite, une représentation du Jugement dernier.

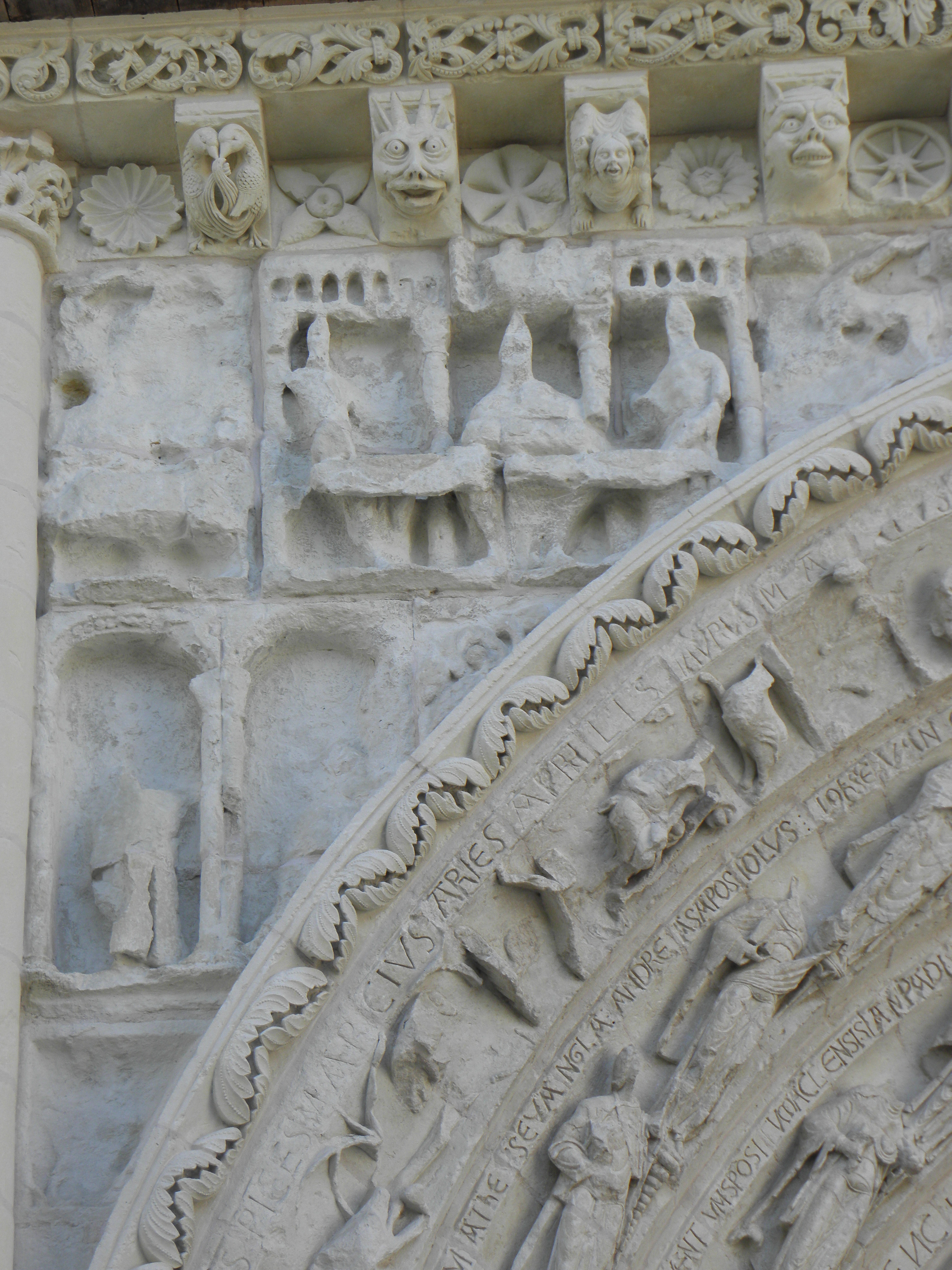
La parabole du pauvre Lazare et du mauvais riche.
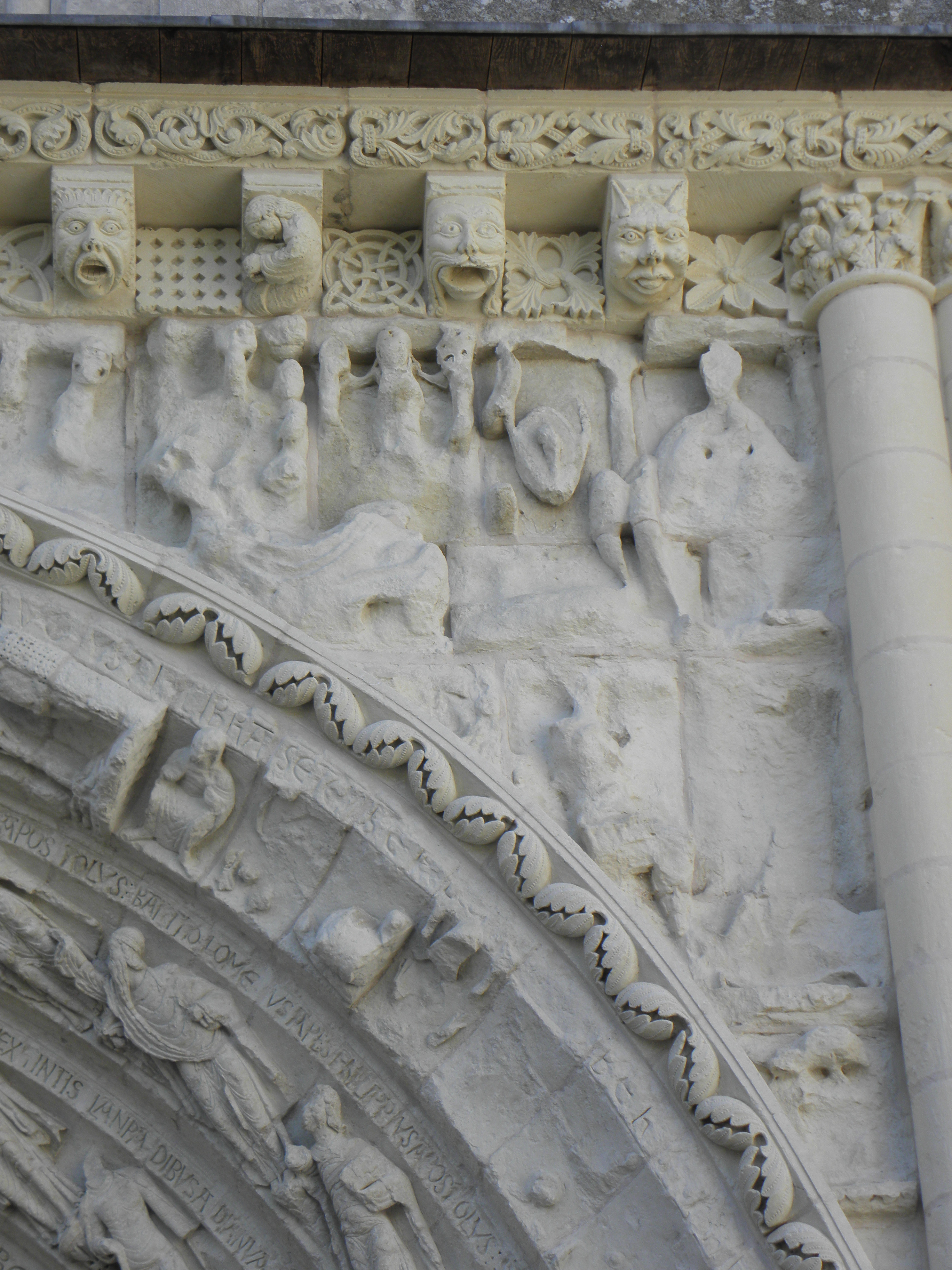
Jugement dernier.
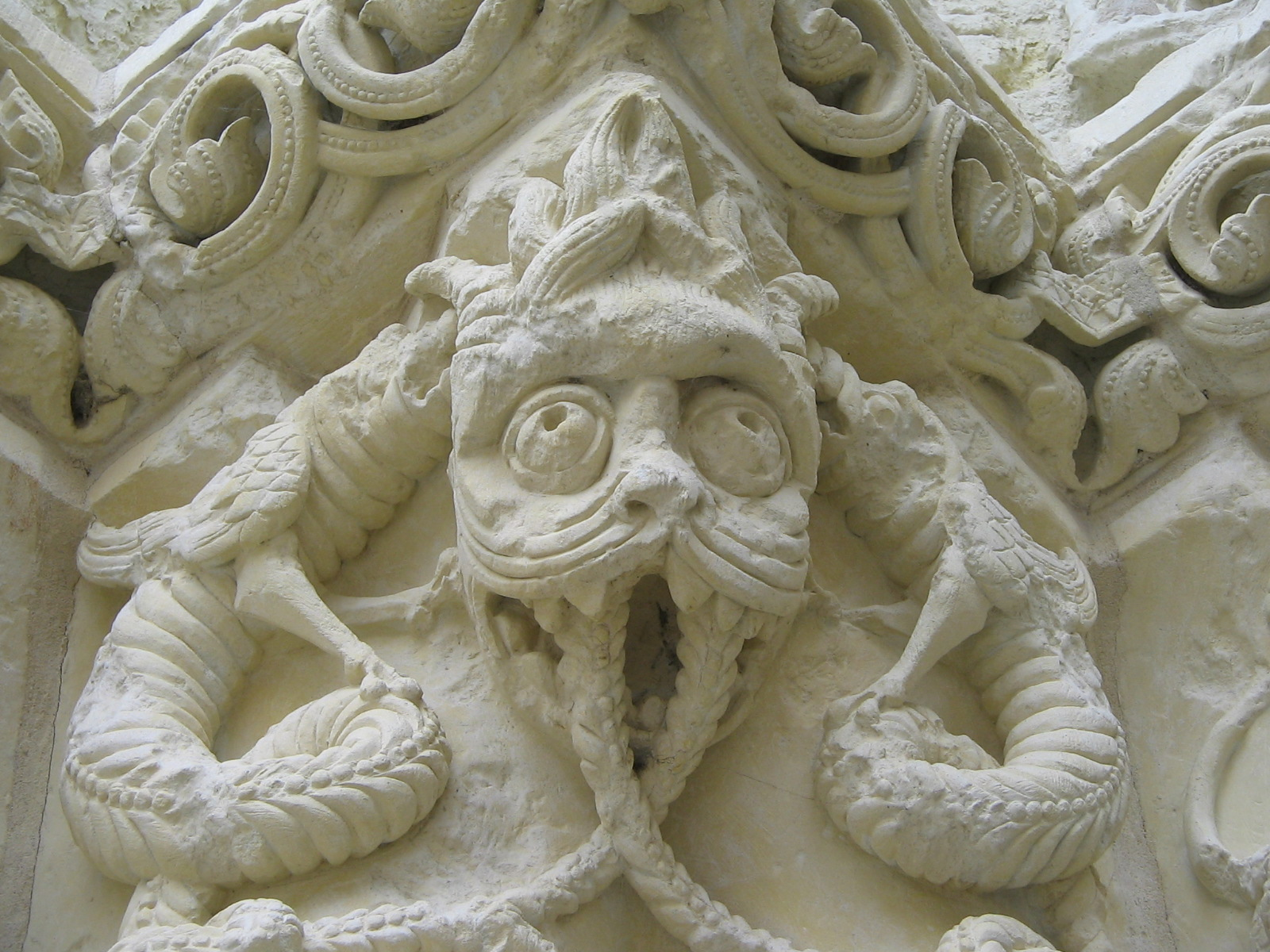
Chapiteau.

## Vitraux
Un vitrail est d'Abel Pineau (1895-1976).